# Keikō Sakai
Keikō Sakai (jap. 酒井 敬幸 Sakai Keikō; ur. 25 grudnia 1972) – japoński seiyū pracujący dla firmy 81 Produce.

## Wybrana filmografia
- Gintama –
  - Agomi,
  - właściciel baru,
  - łajdak,
  - podwładny B
- Wampirzyca Karin – rozmówca
- MegaMan NT Warrior – KingMan
- Pumpkin scissors – strażnik
- Pięść Gwiazd Północy – oficer dowodzący
- Colourcloud Palace –
  - członek gangu#3,
  - klient#2,
  - bandyta,
  - zabójca#3
- Naruto –
  - Waraji,
  - Raijin,
  - Teyaki Uchiha
- Axis Powers Hetalia – Szwecja
- One Piece – Tank Lepanto
- JoJo’s Bizarre Adventure – Bug-Eaten